# Cvetana
Cvetana je žensko osebno ime.

## Izvor imena
Ime Cvetana je različica imena Cvetka.

## Pogostost imena
Po podatkih Statističnega urada Republike Slovenije je bilo na dan 31. decembra 2007 v Sloveniji število ženskih oseb z imenom Cvetana: 40. Med vsemi ženskimi imeni pa je ime Cvetana po pogostosti uporabe uvrščeno na 981. mesto.

## Osebni praznik
V koledarju je ime Cvetana uvrščeno k imenu Cvetka oziroma Flora god praznuje 12. junija ali 24. novembra.